# Anomala luniclypealis
Anomala luniclypealis är en skalbaggsart som beskrevs av Lin 1979. Anomala luniclypealis ingår i släktet Anomala och familjen Rutelidae. Inga underarter finns listade i Catalogue of Life.